# Frederic Archer
Frederic Archer (Oxford, 16 giugno 1838 – Pittsburgh, 22 ottobre 1901) è stato un compositore, direttore d'orchestra e organista britannico.

## Biografia
Studiò musica a Londra e Lipsia ed ha ricoperto posizioni musicali in Inghilterra e Scozia fino al 1880, quando divenne organista della Chiesa Plymouth a Brooklyn, New York. Archer fu poi nominato direttore della Boston Massachusetts Oratorio Society, direttore della Carnegie Music Hall di Pittsburgh, in Pennsylvania e nel 1899 organista della Chiesa dell'Ascensione a Pittsburgh. Nel 1896 fondò l'Orchestra Sinfonica di Pittsburgh. Ha fondato, nel 1885, The Keynote, che ha anche curato per un certo periodo ed anche pubblicato diversi libri e numerose composizioni per organo.
Archer morì di cancro nella sua casa nell'East End di Pittsburgh il 22 ottobre 1901. Lui, sua moglie e la figlia riposano in tombe a quanto pare senza nome a Homewood, il Cimitero di Pittsburgh.